# OFono
oFono est un framework de développement d'application GSM/UMTS, libre (sous Licence GPLv2), conjointement développé à l'origine, par Intel et Nokia. Les fonctionnalités de l'API de plug-in sont basées sur des standards publics, et en particulier le jeu de commandes 3GPP TS 27.007 AT pour les équipements utilisateurs.